# Lartetictis
Lartetictis — вимерлий рід хижих, що знайдений у таких країнах: Велика Британія, Франція, Німеччина, Словаччина (4 колекції). Рід містить такі види: Lartetictis dubia.